# Râul Valea Muntelui, Sibișel
Râul Valea Muntelui este un curs de apă, afluent al râului Sibișel. 

## Hărți
- Harta Munții Cibin  Arhivat în 30 martie 2010, la Wayback Machine.
- Harta Munții Cindrelului [nefuncțională – arhivă]
- Harta județului Sibiu